# Фредерик Вилем де Клерк
Фредерик Вилем де Клерк (Јоханезбург, 18. март 1936 — Кејптаун, 11. новембар 2021) био је јужноафрички политичар, познат по томе што је био седми (уједно и последњи) председник Јужноафричке Републике током доба апартхејда. Спада у контроверзне личности у Јужноафричкој Републици, пошто га поједини бели националисти оптужују да их је издао укидањем апартхејда, док поједино црно становништво сматра да није довољно урадио да спречи нереде и поступке током његовог трајања.
Де Клерк је у прво време именован за вршиоца дужности председника 15. августа након што је П. В. Бота дао оставку. Званично је ступио на дужност председника 20. септембра 1989. године, а 2. фебруара 1990. је најавио ослобађање Нелсона Манделе након 28 година проведених у заточеништву, као и повлачење забране Афричког националног конгреса, Пан африканистичког Конгреса и Јужноафричке комунистичке партије. Де Клерк је на наредним изборима, 1994, изгубио и на месту председника га је наследио Нелсон Мандела.
Добитник је Нобелове награде за мир 1993. године, заједно са Нелсоном Манделом.
Током свог мандата је око 1990. године наредио да се размонтирају нуклеарне бомбе које је Јужноафричка Република развијала од 1970—их. Процес је окончан око 1991. Де Клерк је 1993. јавно објавио чињеницу да је држава поседовала око 7 нуклеарних бомби. У интервјуу који је 2017. дао за америчке новине The Atlantic је демантовао писања Њујорк тајмса из 1990—их да је то урадио како би спречио нову већински црну владу да их поседује. Закључно са 2020. је Јужноафричка Република једина држава која је својевољно у потпуности уклонила сопствено нуклеарно наоружање. (Бивше чланице СССР-а су по распаду државе споразумно предале наслеђени арсенал Русији)
После кратке и тешке болести је преминуо 11. новембра 2021. Пред смрт је снимио опроштајни видео у коме се између осталог извињава за апартхејд, и његове последице. Његова фондација је постхумно објавила снимак.